# Filippo Martinengo
Filippo Martinengo (Savona, 1750 – 1800) è stato uno scultore italiano del Settecento che operò soprattutto nel savonese.

## Biografia
Filippo Martinengo detto il Pastelica nella sua carriera ha prodotto sculture in legno di soggetto sacro che fanno parte del patrimonio artistico di alcune chiese e oratori di Savona e circondario.
Fu anche uno dei migliori artefici di figurine per i presepi liguri della sua epoca.

## Opere principali
- Statua di Cristo per Crocefisso processionale (1798), Chiesa di San Bernardo Abate (Stella).
- Statua della Madonna del Rosario (1798), Chiesa di San Bernardo Abate (Stella).
- Statua della Madonna del Rosario (1786), Chiesa della Natività di Maria Vergine, Cengio:
- Statua della Madonna Immacolata (1785) e Statua di San Giuseppe (1790) nella chiesa di San Dalmazio a Lavagnola.
- Tre casse per la Processione del Venerdì Santo di Savona: L'Addolorata, La Promessa del Redentore (1777) e La deposizione dalla croce(1793).